# جولدي هارفي
جولدي هارفي (بالإنجليزية: Goldie Harvey)‏ هي مغنية نيجيرية، ولدت في 23 أكتوبر 1983 في لاغوس في نيجيريا، وتوفي بنفس المكان في 14 فبراير 2013.

## وصلات خارجية
- الموقع الرسمي
- جولدي هارفي على موقع ميوزك برينز (الإنجليزية)